# العلاقات النيجرية الإندونيسية
العلاقات النيجرية الإندونيسية هي العلاقات الثنائية التي تجمع بين النيجر وإندونيسيا.

## مقارنة بين البلدين
هذه مقارنة عامة ومرجعية للدولتين:
| وجه المقارنة                                              | النيجر          | إندونيسيا         |
| --------------------------------------------------------- | --------------- | ----------------- |
| المساحة (كم2)                                             | 1.27 مليون      | 1.90 مليون        |
| عدد السكان (نسمة)                                         | 21.48 مليون     | 263.99 مليون      |
| الكثافة السكانية (ن./كم²)                                 | 16.91           | 138.94            |
| العاصمة                                                   | نيامي           | جاكرتا            |
| اللغة الرسمية                                             | لغة فرنسية      | اللغة الإندونيسية |
| العملة                                                    | فرنك غرب أفريقي | روبية إندونيسية   |
| الناتج المحلي الإجمالي (بليون دولار)                      | 8.12 مليار      | 1.02 تريليون      |
| الناتج المحلي الإجمالي (تعادل القوة الشرائية) بليون دولار | 19.01 مليار     | 2.85 تريليون      |
| الناتج المحلي الإجمالي الاسمي للفرد دولار أمريكي          | 358             | 3.35 ألف          |
| الناتج المحلي الإجمالي للفرد دولار أمريكي                 | 938             | 10.52 ألف         |
| مؤشر التنمية البشرية                                      | 0.348           | 0.684             |
| رمز المكالمات الدولي                                      | +227            | +62               |
| رمز الإنترنت                                              | .ne             | .id               |
| المنطقة الزمنية                                           | ت ع م+01:00     |                   |

## منظمات دولية مشتركة
يشترك البلدان في عضوية مجموعة من المنظمات الدولية، منها:
| علم المنظمة | اسم المنظمة                               | تاريخ انضمام النيجر | تاريخ انضمام إندونيسيا |
| ----------- | ----------------------------------------- | ------------------- | ---------------------- |
|             | مؤسسة التنمية الدولية                     | 24 أبريل 1963       | 20 أغسطس 1968          |
|             | يونسكو                                    | 10 نوفمبر 1960      | 27 مايو 1950           |
|             | وكالة ضمان الاستثمار متعدد الأطراف        | 10 مايو 2012        | 12 أبريل 1988          |
|             | الأمم المتحدة                             | 20 سبتمبر 1960      | 28 سبتمبر 1950         |
|             | الفريق المعني برصد الأرض                  | ?                   | ?                      |
|             | الاتحاد البريدي العالمي                   | ?                   | ?                      |
|             | البنك الدولي للإنشاء والتعمير             | 24 أبريل 1963       | 13 أبريل 1967          |
|             | منظمة التعاون الإسلامي                    | ?                   | ?                      |
|             | منظمة حظر الأسلحة الكيميائية              | ?                   | ?                      |
|             | الاتحاد الدولي للاتصالات                  | 14 نوفمبر 1960      | 1949                   |
|             | مؤسسة التمويل الدولية                     | 7 يناير 1980        | 23 أبريل 1968          |
|             | المركز الدولي لتسوية المنازعات الاستشارية | 14 ديسمبر 1966      | 28 أكتوبر 1968         |
|             | منظمة التجارة العالمية                    | ?                   | ?                      |
|             | منظمة الشرطة الجنائية الدولية             | ?                   | 5 أكتوبر 1954          |

## وصلات خارجية
- موقع وزارة الخارجية الإندونيسية